# Creixomil (Barcelos)
Creixomil is een plaats (freguesia) in de Portugese gemeente Barcelos en telt 858 inwoners (2001).

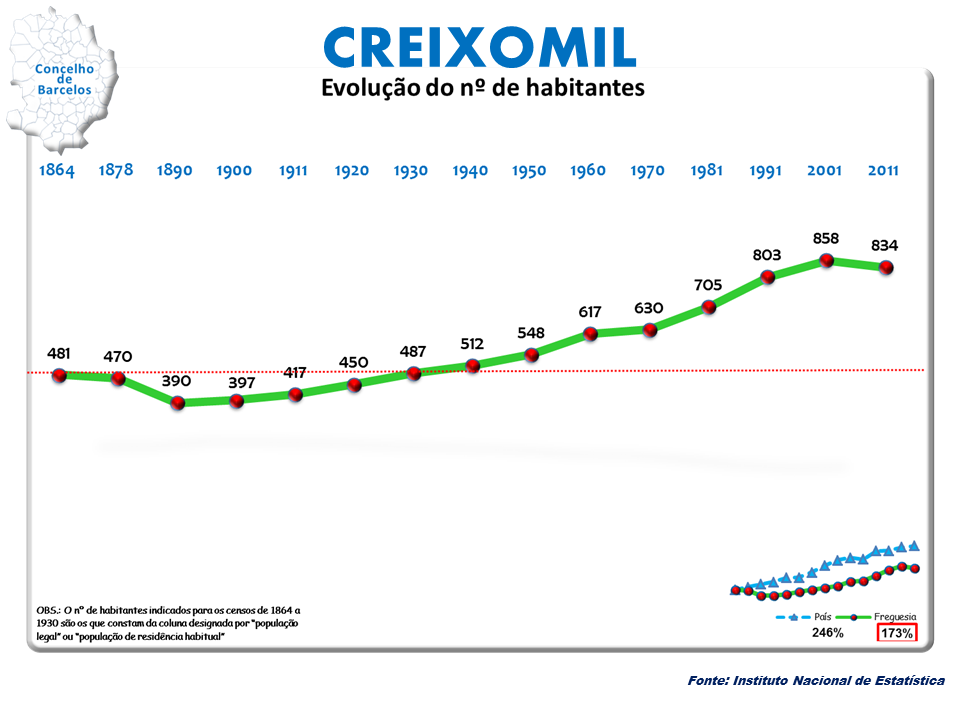
Bevolkingsontwikkeling tussen 1864 en 2011